# Cantó de Cornús
El cantó de Cornús és un cantó del departament francès de l'Avairon, del districte de Millau. Té 9 municipis i el cap és Cornús.

## Municipis
- Lo Clapièr
- Cornús
- La Panosa de Sarnon
- Marnhagas e la Tor
- Fondamenta
- Sent Baulise
- Santa Aulària de Sarnon
- Sent Joan e Sent Paul
- Lo Vialar del Pas de Jòus

## Història
| Data d'elecció                           | Identitat          | Partit        | Qualitat |
| ---------------------------------------- | ------------------ | ------------- | -------- |
| 1988-2008                                | Jean Geniez        | Divers gauche |          |
| 2008-                                    | Christophe Laborie | Radical       |          |
| les dades anteriors no són pas conegudes |                    |               |          |
|                                          |                    |               |          |

## Demografia
| 1962  | 1968  | 1975  | 1982  | 1990  | 1999  | 2007  |
| ----- | ----- | ----- | ----- | ----- | ----- | ----- |
| 1.774 | 2.010 | 1.879 | 1.726 | 1.539 | 1.571 | 1.836 |